# Marie-Madeleine Dienesch

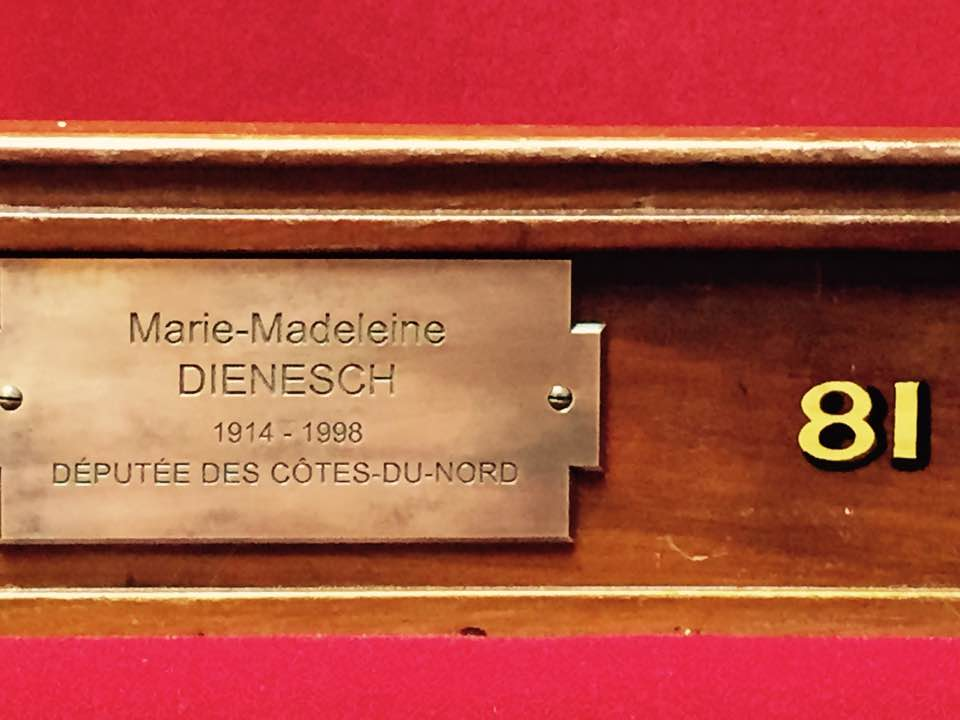
Plakietka pamiątkowa Marie-Madeleine Dienesch w sali Zgromadzenia Narodowego

Marie-Madeleine Dienesch (ur. 3 kwietnia 1914 w Kairze, zm. 8 stycznia 1998 w Paryżu) – francuska polityk, nauczycielka i dyplomata, wieloletnia deputowana krajowy, posłanka do Parlamentu Europejskiego, sekretarz stanu w różnych resortach (1968–1974), ambasador Francji w Luksemburgu (1975–1978).

## Życiorys
Córka prawnika Alfreda Dienescha, w młodym wieku przeprowadziła się do Francji. Kształciła się m.in. w Université libre des jeunes filles Neuilly-sur-Seine i Collège Sévigné w Paryżu, następnie ukończyła studia na Uniwersytecie Paryskim z uprawnieniami nauczycielki szkoły średniej. W latach 1939–1943 i 1944–1945 nauczała greki i łaciny w szkołach w Saint-Brieuc i Lisieux. Działała także w ruchu oporu w ramach zdominowanej przez lewicę organizacji Liberation Nord. W 1945 założyła w departamencie Côtes-du-Nord oddziały związku Syndicat général de l’éducation nationale (część Chrześcijańskiej Konfederacji Francuskich Pracowników) oraz organizacji kobiecej Union féminine civique et sociale. Działała także w European Women's Union, od 1963 do 1969 kierując jej francuską komórką, szefowała też stowarzyszeniu antyaborcyjnemu.
Po II wojnie światowej zaangażowana w działalność kolejnych partii środowiska gaullistowskiego, była m.in. od 1958 członkiem centralnych władz Ludowego Ruchu Republikańskiego. W 1945 i czerwcu 1946 wybierana do Zgromadzenia Konstytucyjnego, następnie po przekształceniu go w Zgromadzenie Narodowe pozostawała posłanką od 1946 do 1981 (z przerwami na okres pełnienia funkcji rządowych). Była jedną z pierwszych kobiet-posłanek, a także przewodniczącą parlamentarnej komisji kultury i wiceprzewodniczącą izby. Zajmowała stanowiska sekretarz stanu przy ministrach edukacji i zdrowia, odpowiadając kolejno za: edukację (maj–lipiec 1968), sprawy społeczne (lipiec 1968–czerwiec 1969), działalność społeczną i readaptację (czerwiec 1969–marzec 1973) oraz bez portfolio (marzec 1973–maj 1974). Zasiadała także w radzie departamentu Côtes-du-Nord (1976–1982) i regionu Bretania (1978–1981), ponadto od 1975 do 1978 była ambasadorem nadzwyczajnym Francji w Luksemburgu. Od lipca 1979 do września 1980 sprawowała mandat posłanki do Parlamentu Europejskiego, przystąpiła do Europejskich Postępowych Demokratów. W 1981 przeszła na polityczną emeryturę, zajęła się wówczas poezją oraz krytyką literacką.

## Odznaczenia i upamiętnienie
Odznaczona Legią Honorową V klasy. Jej imieniem planowano w 2018 nazwać jedną ze szkół w Lamballe, jednak odstąpiono od tego wobec protestów Francuskiej Partii Komunistycznej podnoszących, że Dienesch była działaczką organizacji katolickich i pro-life.